# Amauromyza auriceps
Amauromyza auriceps är en tvåvingeart som först beskrevs av Axel Leonard Melander 1913.  Amauromyza auriceps ingår i släktet Amauromyza och familjen minerarflugor. Inga underarter finns listade i Catalogue of Life.